# جایزه نوبل ادبیات ۲۰۲۴
جایزه نوبل ادبیات سال ۲۰۲۴ به نویسنده کره جنوبی، هان کانگ (متولد ۱۹۷۰) «به خاطر نثر شاعرانه و پرشورش که با آسیب‌های تاریخی روبرو می‌شود و شکنندگی زندگی انسان را آشکار می‌کند» اهدا شد. این جایزه توسط آکادمی سوئد در استکهلم، سوئد، در ۱۰ اکتبر ۲۰۲۴ اعلام و در ۱۰ دسامبر ۲۰۲۴ به برندگان اهدا شد.
کانگ اولین زن اهل کره جنوبی و اولین زن آسیایی است که موفق به کسب جایزه نوبل ادبیات می‌شود او همچنین هجدهمین زنی است که در این رشته این جایزه را دریافت می‌کند.

## اعلام جایزه

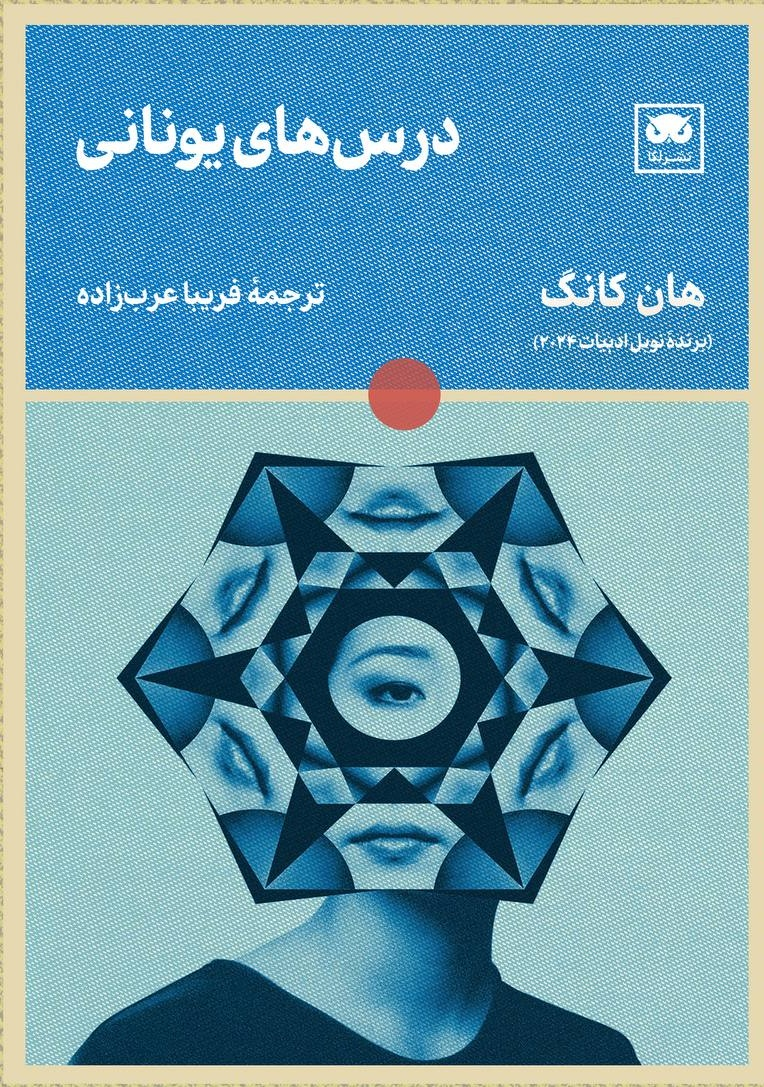
از آثار برجسته هان کانگ می‌توان به رمان درس‌های یونانی (희랍어 시간) اشاره کرد که نخستین‌بار در سال ۲۰۱۱ عرضه شد و نسخهٔ انگلیسی آن در سال ۲۰۲۳ منتشر گردید و برای اولین بار در سال ۱۴۰۳ با ترجمه فریبا عرب‌زاده توسط نشر لگا به چاپ رسید.

پس از اعلام این خبر، آندرش اولسون، رئیس کمیته آکادمی نوبل، در بیانیه‌ای گفت:
او درکی منحصربه‌فرد از پیوندهای میان بدن و روح، زندگان و مردگان دارد و با سبک شاعرانه و تجربی خود به نوآوری در نثر معاصر دست یافته است.
آنا-کارین پالم با کارین کلاسون، خبرنگار موزه جایزه نوبل، مصاحبه‌ای انجام داد و نوشته‌های هان کانگ را اینطور توصیف کرد:
می‌توانم بگویم که این یک اثر بسیار غنی و پیچیده است که ژانرهای بسیاری را در بر می‌گیرد، و [او] نثر شاعرانه‌ای بسیار پرشدت می‌نویسد که همزمان لطیف و خشن است و گاهی نیز اندکی سوررئالیستی… درون‌مایه‌هایی در آثارش به شکلی چشمگیر تداوم دارند، اما در عین حال تنوع سبکی عظیمی وجود دارد که باعث می‌شود هر کتاب، بُعدی تازه یا بیانی نو از این درون‌مایه‌های مرکزی باشد.

## سخنرانی نوبل
هان کانگ سخنرانی نوبل خود را بعد از کسب این جایزه در تاریخ ۷ دسامبر ۲۰۲۴ در آکادمی سوئد در استکهلم انجام داد. او با عنوان «نور و نخ»، دربارهٔ نخ زبانی که مردم را به هم متصل می‌کند صحبت کرد.

## مراسم اهدای جوایز

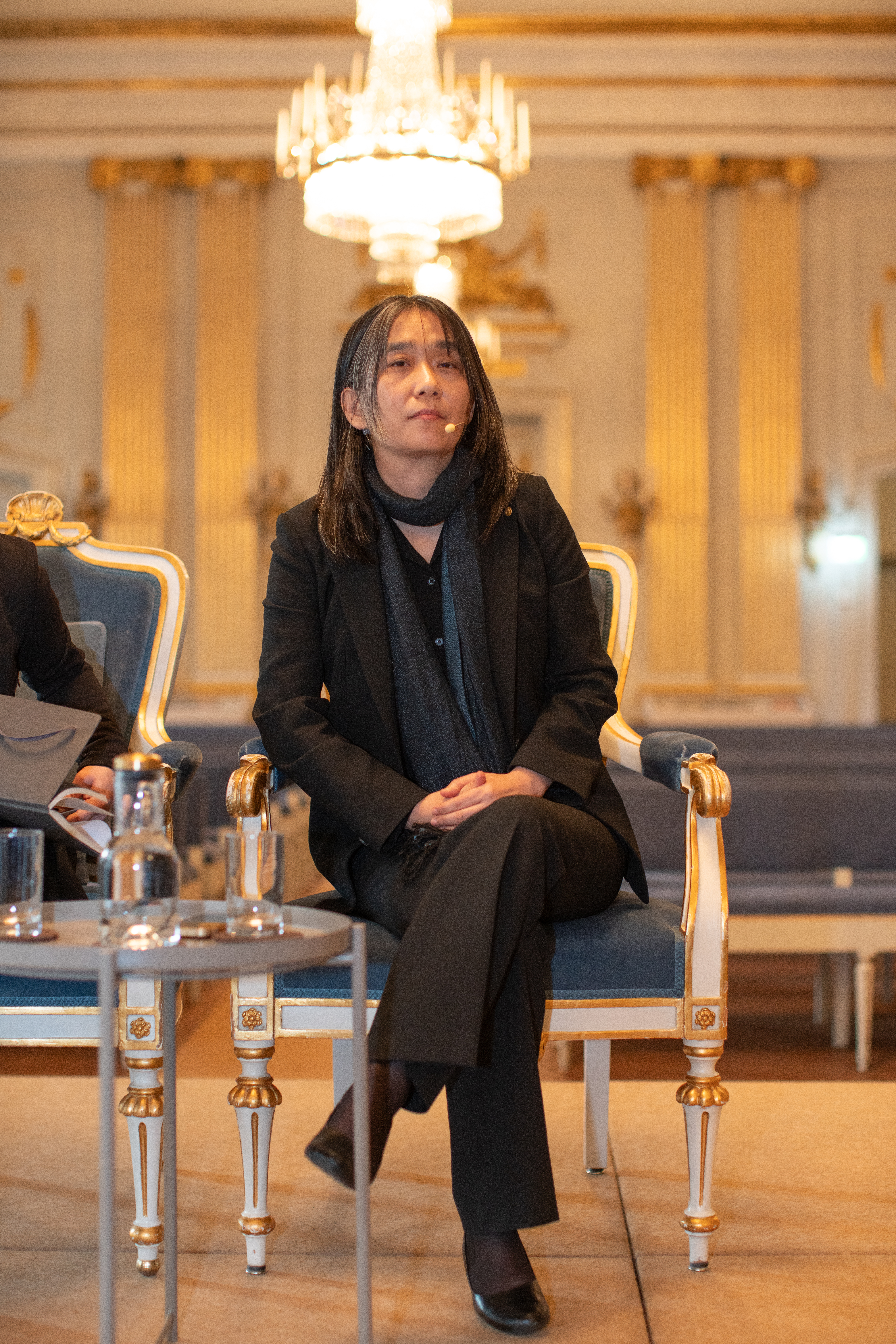
هان کانگ در کنفرانس مطبوعاتی در استکهلم پیش از مراسم اهدای جوایز

در مراسم اهدای جایزه در استکهلم در ۱۰ دسامبر ۲۰۲۴، الن ماتسون از آکادمی سوئد و کمیته نوبل دربارهٔ مضمون اصلی نوشته‌های هان کانگ که با دو رنگ تکرارشونده نشان داده می‌شود، صحبت کرد:
سفید، رنگ برفی است که در بسیاری از کتاب‌های او می‌بارد و همچون پرده‌ای محافظ میان راوی و جهان قرار می‌گیرد؛ اما سفید همچنین رنگ اندوه و مرگ است. قرمز نماد زندگی‌ست، اما در عین حال نشان درد، خون و زخم‌های عمیق چاقو نیز هست. صدای او می‌تواند فریبنده و نرم باشد، اما از بی‌رحمی‌ای وصف‌ناپذیر و از دست‌دادنی جبران‌ناپذیر سخن می‌گوید. (...) سفید و قرمز نماد تجربه‌ای تاریخی هستند که «هان» بارها در رمان‌هایش به آن بازمی‌گردد.

## اعضای کمیته نوبل
کمیته نوبل ۲۰۲۴ از اعضای زیر تشکیل شده بود:
| اعضای کمیته |       |                               |        |                        |                             |
| شماره صندلی | تصویر | نام                           | انتخاب | موقعیت                 | حرفه                        |
| ۴           |       | آندرش اولسون، (متولد ۱۹۴۹)    | ۲۰۰۸   | رئیس کمیته             | منتقد ادبی، مورخ ادبی       |
| ۱۱          |       | متس مالم، (متولد ۱۹۶۴)        | ۲۰۱۸   | عضو وابسته، دبیر دائمی | مترجم، مورخ ادبی، ویراستار  |
| ۹           |       | الن متسون، (متولد ۱۹۶۳)       | ۲۰۱۹   | عضو                    | رمان‌نویس، مقاله‌نویس         |
| ۱۴          |       | استیو سم-سندبرگ، (متولد ۱۹۵۸) | ۲۰۲۱   | عضو                    | روزنامه‌نگار، نویسنده، مترجم |
| ۱۳          |       | آن سوارد، (متولد ۱۹۶۹)        | ۲۰۱۹   | عضو                    | رمان‌نویس                    |
| ۱۶          |       | آنا-کارین پالم، (متولد ۱۹۶۱)  | ۲۰۲۳   | عضو وابسته             | رمان‌نویس، نویسنده فرهنگی    |